# ياكوب بلومكفيست
ياكوب بلومكفيست (بالسويدية: Jacob Blomqvist)‏ هو لاعب هوكي الجليد سويدي، ولد في 8 نوفمبر 1986 في Hedesunda ‏ في السويد.

## وصلات خارجية
- ياكوب بلومكفيست على موقع EliteProspects.com (الإنجليزية)
- ياكوب بلومكفيست على موقع Eurohockey.com (الإنجليزية)
- ياكوب بلومكفيست على موقع HockeyDB.com (الإنجليزية)